# 다이토역 (나가사키현)
다이토역(일본어: 大塔駅)은 일본 나가사키현 사세보시에 위치한 규슈 여객철도 사세보 선의 철도역이다. 상대식 승강장 2면 2선의 구조를 갖춘 지상역이다.

## 타는 곳
| 1           | ■ 사세보 선                                  | (상행)                                                    | 하이키 · 아리타 · 고호쿠 · 도스 방면  |
| ■ 오무라 선 |                                              | 하이키 · 하우스텐보스 · 오무라 · 이사하야 · 나가사키 방면 |                                       |
| 2           | ■ 사세보 선 (마쓰우라 철도 니시큐슈 선 직통) | (하행)                                                    | 사세보 · 사자 · 다비라히라도구치 방면 |

## 이용 현황
| 승차 인원 추이 | 승차 인원 추이 |
| 연도           | 1일 평균       |
| -------------- | -------------- |
| 2000           | 224            |
| 2001           | 248            |
| 2002           | 315            |
| 2003           | 338            |
| 2004           | 328            |
| 2005           | 356            |
| 2006           | 365            |
| 2007           |                |
| 2008           |                |
| 2009           |                |
| 2010           | 430            |

## 역 주변
- 국도 제35호선 · 국도 제205호선
- 니시큐슈 자동차도 사세보다이토 나들목
- 일본 국토교통성 규슈 지방 정비국 나가사키 하천 국도사무소 사세보 국도 유지 출장소
- 이온 다이토 쇼핑센터
- 하이키 세토대교

## 인접 역
| 큐슈여객철도 사세보 선 | 큐슈여객철도 사세보 선 | 큐슈여객철도 사세보 선 |
| ---------------------- | ---------------------- | ---------------------- |
| 하이키 고호쿠 방면     | ■ 사세보 선            | 히우 사세보 방면       |